# 圣斐理伯內里堂 (加的斯)
圣斐理伯內里堂（西班牙語：Oratorio de San Felipe Neri）是一座罗马天主教教堂，位于西班牙南部安达卢西亚自治区加的斯省海滨城市加的斯，奉圣斐理伯內里为主保圣人。该堂建于1685-1719年，为巴洛克风格。
正是在这里，起草了第一部西班牙宪法，即1812年西班牙宪法。

## 建筑
这是一座椭圆形的教堂，巴洛克风格，建于1685年至1719年，由布拉斯·迪亚兹（Blas Díaz）建造。
在1755年里斯本大地震中，该堂被地震摧毁。1764年，圆顶由佩德罗·阿法纳多（Pedro Afanador）重建。
在正祭台上，有一幅圣母无染原罪像，是巴托洛梅·埃斯特万·牟利罗的作品，被认为是画家中最好的。 
堂外的碑刻纪念加的斯议会在此召开，1812年西班牙宪法诞生一百周年。
自1807年以来，在这座历史建筑内，每年两次，即圣母无染原罪瞻礼（12月8日）和洗者若翰瞻礼，圣若翰医院骑士团（Real y Benemérita Institución de los Caballeros Hospitalarios de San Juan Bautista）的新成员在此举行严格的宣誓仪式。

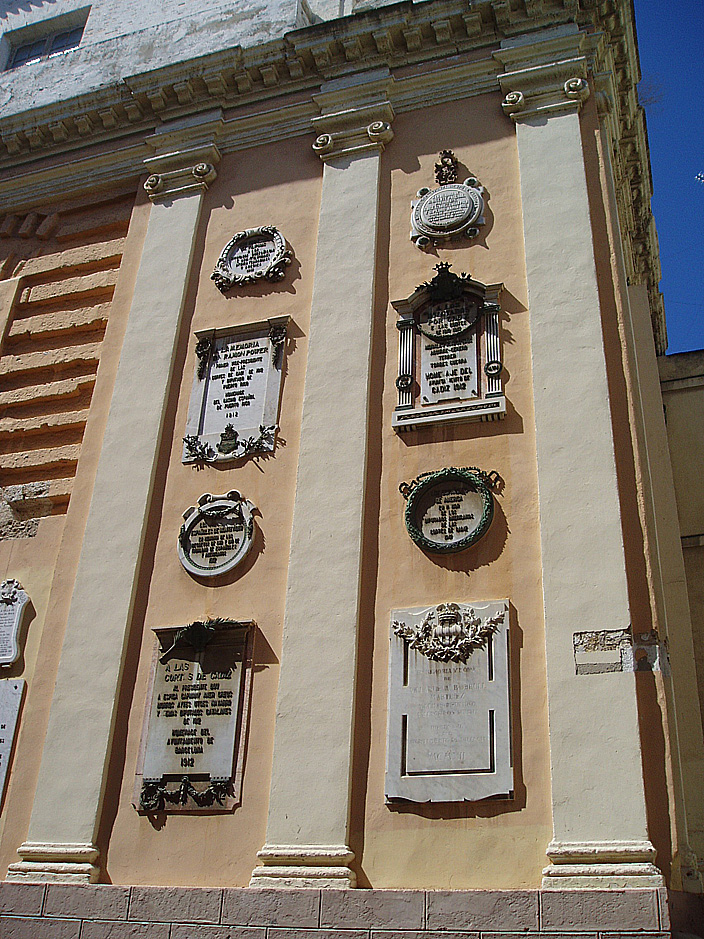

1907年，该堂公布为西班牙文化财产。